# ألكسندر أكيموف (لاعب كرة قدم)
ألكسندر أكيموف (بالروسية: Акимов, Александр Евгеньевич)‏ هو لاعب كرة قدم ومدرب كرة قدم روسي في مركز الدفاع، ولد في 11 يناير 1972 في فلاديمير في روسيا. لعب مع بالتيكا كالينينغراد ونادي أكاديمية تولياتي لكرة القدم.